# Carlo Sabatini
Pour les articles homonymes, voir Sabatini.
Carlo Sabatini, né à Rome le 7 avril 1932 et mort dans la même ville le 10 avril 2020, est un acteur et doubleur de voix italien.

## Biographie
Carlo Sabatini est surtout connu pour avoir prêté sa voix à Ian McKellen/ Magneto dans X-Men, X-Men 2, X-Men : L'Affrontement final, Wolverine : Le Combat de l'immortel et X-Men: Days of Future Past ; Harvey Keitel dans Une nuit en enfer, Bruce Lee dans Opération Dragon et Morgan Freeman dans Les Évadés et Martin Sheen dans À la Maison-Blanche et aussi la voix de James Avery dans le rôle de Philip Banks dans Willy, Le Prince de Bel-Air,.
Parmi les autres acteurs doublés figurent Clint Eastwood, Donald Sutherland, Kris Kristofferson, Alain Delon, Paul Newman, Robert Duvall, Leonard Nimoy et Marlon Brando.
En 2003, il a fait partie des interprètes de la mini-série télévisée Soraya, réalisée par Lodovico Gasparini (it).

## Filmographie partielle
- 1954 : Senso', de Luchino Visconti
- 1962 : Il lavoro, épisode de Boccace 70 de Luchino Visconti
- 1971 : Sacco et Vanzetti de Giuliano Montaldo[1]
- 1978 : La gatta (mini-série télé)
- 1983 : Il sottoscritto Giuseppe Donati all'alta corte di giustizia (téléfilm)
- 1990 : Una fredda mattina di maggio, de Vittorio Sindoni (téléfilm)
- 1996 : Le Jour du chien, (Vite strozzate) de Ricky Tognazzi
- 2003 : Soraya (mini-série télé)
- 2005 : Giovanni Paolo II (téléfilm)
- 2006 : La Malédiction (Omen)